# Blues Traveler
Blues Traveler ist eine US-amerikanische Blues-Rock-Band aus Princeton (New Jersey).

## Geschichte
Die Band wurde 1988 von John Popper gegründet. Die erste LP Blues Traveler erschien 1990 und tauchte ein Jahr später in der amerikanischen LP-Hitparade auf. 1991 erschien dann ihre zweite Langspielplatte Travelers and Thieves, die bei Kritikern große Beachtung fand. In dem darauf folgenden Jahr produzierte die Band ihr drittes Album, das von einem schweren Unfall von John Popper überschattet wurde. Dieser verunglückte mit dem Motorrad so schwer, dass er über ein Jahr im Rollstuhl verbringen musste, was ihn aber nicht daran hinderte, mit der Gruppe aufzutreten.
Den größten Erfolg hatten die Blues Traveler mit dem vierten Album four, das 1994 erschien. Im Dezember des Jahres platzierte sich die Platte auf Platz 8 der amerikanischen LP-Hitparade und verkaufte sich über 5 Millionen Mal. Gleichzeitig erschien die Single Run Around, die eine Auskopplung der LP war, und landete unter den Top Ten der Single-Hitparade in den USA. Die zweite Auskopplung aus der LP (Hook) erreichte allerdings Ende 1995 nur Platz 23 der US Single-Charts. 1996 nahm die Band die Live-Doppel-CD Live from the Fall auf, die ihre Qualität als hervorragende Liveband widerspiegelte. 1999 markierte für die Band einen tragischen Wendepunkt: Bassist Bobby Sheehan starb infolge Drogenmissbrauchs, Ben Wilson (Keyboards) und Tad Kinchla (Bass) kamen neu in die Band. In den folgenden Jahren erschienen weitere CDs, die musikalisch das Niveau der Veröffentlichungen in den neunziger Jahren hielten, aber nicht mehr an den Erfolg von four anknüpfen konnten.
In Deutschland sind Blues Traveler praktisch unbekannt. Die meisten ihrer Alben sind hier nicht erschienen und nur als Import zu bekommen.
Bekannt sind sie hier mehr durch Beiträge auf Soundtracks amerikanischer Filme; in einigen hatten sie auch Gastauftritte, so beispielsweise in Blues Brothers 2000 oder Kingpin.

## Diskografie

### Studioalben
| Jahr | Titel                    | Höchstplatzierung, Gesamtwochen, AuszeichnungChartsChartplatzierungen (Jahr, Titel, Platzierungen, Wochen, Auszeichnungen, Anmerkungen) | Anmerkungen                              |
| Jahr | Titel                    | US | Anmerkungen                              |
| ---- | ------------------------ | --- | ---------------------------------------- |
| 1990 | Blues Traveler           | US136 Gold · (13 Wo.)US | Erstveröffentlichung: Mai 1990           |
| 1991 | Travelers and Thieves    | US125 Gold · (6 Wo.)US | Erstveröffentlichung: 3. September 1991  |
| 1993 | Save His Soul            | US72 Gold · (13 Wo.)US | Erstveröffentlichung: 6. April 1993      |
| 1994 | Four                     | US8 ×6Sechsfachplatin · (97 Wo.)US | Erstveröffentlichung: 13. September 1994 |
| 1997 | Straight On till Morning | US11 Platin · (24 Wo.)US | Erstveröffentlichung: 1. Juli 1997       |
| 2001 | Bridge                   | US91 (6 Wo.)US | Erstveröffentlichung: 8. Mai 2001        |
| 2003 | Truth Be Told            | US147 (1 Wo.)US | Erstveröffentlichung: 5. August 2003     |
| 2005 | ¡Bastardos!              | — | Erstveröffentlichung: 13. September 2005 |
| 2007 | Cover Yourself           | — | Erstveröffentlichung: 30. Oktober 2007   |
| 2008 | North Hollywood Shootout | — | Erstveröffentlichung: 26. August 2008    |
| 2012 | Suzie Cracks the Whip    | US91 (1 Wo.)US | Erstveröffentlichung: 26. Juni 2012      |
| 2015 | Blow Up the Moon         | — | Erstveröffentlichung: 7. April 2015      |

### Livealben
| Jahr | Titel              | Höchstplatzierung, Gesamtwochen, AuszeichnungChartsChartplatzierungen (Jahr, Titel, Platzierungen, Wochen, Auszeichnungen, Anmerkungen) | Anmerkungen                        |
| Jahr | Titel              | US | Anmerkungen                        |
| ---- | ------------------ | --- | ---------------------------------- |
| 1996 | Live from the Fall | US46 Platin · (11 Wo.)US | Erstveröffentlichung: 2. Juli 1996 |

Weitere Alben
- 2002: Travelogue: Blues Traveler Classics
- 2002: Live: What You and I Have Been Through
- 2004: Live on the Rocks
- 2005: ¡Bastardos!
- 2007: Cover Yourself
- 2008: North Hollywood Shootout
- 2012: 25
- 2013: Icon

### Singles (Auswahl)
| Jahr | Titel Album     | Höchstplatzierung, Gesamtwochen, AuszeichnungChartsChartplatzierungen (Jahr, Titel, Album, Platzierungen, Wochen, Auszeichnungen, Anmerkungen) | Anmerkungen                            |
| Jahr | Titel Album     | US | Anmerkungen                            |
| ---- | --------------- | --- | -------------------------------------- |
| 1995 | Run-Around Four | US8 (49 Wo.)US | Erstveröffentlichung: 28. Februar 1995 |
| 1995 | Hook Four       | US23 (34 Wo.)US | Erstveröffentlichung: 29. August 1995  |